# 冼星海第一交响曲
《第一交响曲》亦称《民族解放交响曲》，被稱為第1首中國人創作的交響曲，冼星海作曲，1935年秋開始构思，1936年秋完成鋼琴譜初稿，1937年春開始配器，1940年到哈萨克养病期间动笔，1941年5月在莫斯科完成，完成后卻不能公演。此曲表达作者爱国、救亡、抗日、反帝、反封建的精神。
作品分4个乐章：《锦绣河山》描写中国地大物博、河山壮丽的自然景象，更着重于刻划中华民族的民族性格、心理素质和精神状态。灵活运用奏鸣曲式的结构，改造传统的奏鸣曲式。主部主题描写海洋。弦乐器专用G弦，发生浑厚的音响，齐奏着雄健的“劳动歌声”。《历史国难》没有展开部的奏鸣曲式，前有引子，后有尾声。引子由两个简短的敌对主题交替而成，主部强调第2个主题：人民的苦难，由木管乐器和提琴演奏。《保卫祖国》由《龙船舞》、《纸鹞舞》和《狮子舞》3首舞曲組成，象征海、空、陆三军。《建立新民主主义的中国》采用中国民族音乐的“倒装式变奏”手法，引用了陶行知《锄头歌》作乐曲主题。